# Codex Angelicus
- Papyrus
- Onciale
- Minuscules
- Lectionnaire

Le Codex Angelicus (Gregory-Aland no. Lap ou 020) est un manuscrit de vélin en écriture grecque onciale.

## Description
Le codex se compose de 189 folios (27 x 21,5 cm). Il contient les Actes des Apôtres, les Épîtres catholiques  et les Épîtres de Paul, avec des lacunes : (Actes 1,1-8,10 et Heb 13,10-25).
Le texte du codex représenté type byzantin. Kurt Aland le classe en Catégorie V.
Les paléographes sont unanimes pour dater ce manuscrit du IXe siècle,.
Le manuscrit a été examiné par Bernard de Montfaucon et G. Mucchio.
Il est conservé à la Biblioteca Angelica (No. 39) de Rome,.